# Дебус, Курт
Курт Генрих Дебус (нем. Kurt Heinrich Debus; 29 ноября 1908, Франкфурт-на-Майне, Пруссия — 10 октября 1983, Коко-Бич, Флорида) — немецкий и американский инженер-ракетчик. Родился в Германии, во время Второй мировой войны был членом СС и работал директором по летным испытаниям Фау-2. После войны в рамках операции «Скрепка» был доставлен в Соединённые Штаты, где руководил запусками первых американских баллистических ракет и сооружением стартовых комплексов для боевых и космических ракет на мысе Канаверал. Занимался проектированием, разработкой, строительством и эксплуатацией стартовых комплексов ракет «Сатурн». Был первым директором стартового комплекса НАСА (позже переименованного в Космический центр Кеннеди), провел 13 запусков ракеты Сатурн-5 в рамках программы «Аполлон» по высадке человека на Луну.

## Биография

### Германия
Родился во Франкфурте в 1908 году. Учился в Высшей технической школе Дармштадта, где получил начальную и ученую степень в области электротехники.
В 1939 году получил степень доктора технических наук, защитив диссертацию по импульсным напряжениям, и был назначен доцентом университета. Во время Второй мировой войны был членом Национал-социалистической немецкой рабочей партии. В 1940 году вступил в ряды СС (партийный номер 426 559).
Был назначен директором по лётным испытаниям ракеты «Фау-2» и активно участвовал в программе работ на полигоне Пенемюнде, где руководил персоналом испытательного стенда; был ответственным инженером испытательного стенда VII.
2 мая 1945 года Дебус и небольшая группа инженеров во главе с братом Вернера фон Брауна разыскали наступающую 44-ю американскую пехотную дивизию возле Шаттвальда. Дебус вместе с другими учёными Пенемюнде содержался в лагере Гармиш-Партенкирхене. В октябре 1945 года участвовал в операции Backfire — серии испытательных пусков Фау-2 с заброшенного немецкого полигона недалеко от Куксхафена, Германия.

### США
В конце 1945 года Дебус, как и другие немецкие специалисты по ракетам был переведён в Форт-Блисс, штат Техас, в качестве «специального сотрудника» армии США. До декабря 1948 года Дебус был заместителем директора отдела управления и контроля, а затем помощником Вернера фон Брауна в Редстоунском арсенале (Хантсвилле, штат Алабама).
Арсенал стал центром ракетно-космических проектов армии: первые ракеты были запущены с ракетного полигона Уайт-Сэндс в Нью-Мексико, а затем с мыса Канаверал. Дебус руководил программой развития управляемых ракет до ноября 1951 года. К ноябрю 1951 года темпы работ ускорились, и новая ракетная программа «Редстоун» начала обретать форму. Фон Браун назначил Дебуса руководителем отдела экспериментальных запусков. Под руководством Дебуса были запущены первые американские ракеты с ядерными боеголовками.
Начиная с 1952 года, руководил разработкой и строительством пусковых комплексов на мысе Канаверал для программ «Редстоун», «Юпитер», «Юпитер-С», «Юнона» и «Першинг».
С 1961 года руководил проектированием и строительством стартовых комплексов по программе НАСА «Сатурн» на северной оконечности мыса Канаверал и прилегающем острове Мерритт.
1 июля 1962 года стартовый комплекс во Флориде на мысе Канаверал был назначен Центром запуска операций НАСА (переименован в честь президента Джона Кеннеди после его убийства в 1963 году), а Дебус стал его первым директором.
Дебус руководил стартовым комплексом № 39 до ноября 1974 года. За это время с комплекса запускались ракеты «Сатурн» для программ «Аполлон» и «Скайлэб».

### Семья
30 июня 1937 года Дебус женился на Ирмгард Брюкманн; ещё в Германии у них родилось две дочери: Зигрид и Юте.

## Признание
В честь Дебуса назван лунный кратер на обратной стороне Луны к востоку-юго-востоку от кратера Ганский и конференц-центр в комплексе для посетителей Космического центра Кеннеди. В 1969 году Дебус был занесен в Национальный зал космической славы.
С 1990 года Национальный космический клуб Флориды вручает ежегодную премию Дебуса за достиженя в области космической индустрии Флориды. Эта награда была задумана как дополнение к Премии Годдарда, ежегодно вручаемой Национальным космическим клубом.